# Betty Scheer
Betty Scheer (Ginneken, 16 mei 1941 – Den Haag, 13 januari 2006) was een Nederlands kunstenaar.
Ze maakte wandkleden, pastels, linosneden en olieverfschilderijen.

## Leven en werk
Na haar opleiding tussen 1959/1965 aan de KABK in 's-Gravenhage is zij begonnen met het maken van wandkleden met veelal dieren- en plantenvoorstellingen. Hierna maakte zij pastels van hoofdzakelijk landschappen en stillevens.
Rond 1992 is zij begonnen met het maken van linosneden, in het begin met een laag aantal drukgangen, maar in de loop der tijd had ze deze techniek zo ontwikkeld, dat ze ook in halftonen (zie diepdruk) en transparanten ging werken, waardoor het latere werk vaak bestond uit vijftien of meer drukgangen. Doordat Betty alles met de hand drukte was dit zeer arbeidsintensief, hierdoor is de oplage vaak niet hoger geweest dan vijf exemplaren.
Kunstenaars welke veel invloed op haar hebben gehad zijn onder meer Rein Draijer, haar docent op de academie, en de schilders Dick Ket en Morandi met hun verstilde composities. Wat betreft de meer uitbundige en kleurrijke kant hadden schilders als Matisse en Rik Wouters veel invloed op haar werk.
Ze kreeg les van onder andere George Lampe, Nol Kroes, Willem Schrofer, Rudi Rooijackers en Co Westerik.
In haar academietijd stond zij model voor onder andere Willem Schrofer en Rudi Rooijackers.
| Jaar | Gebeurtenis |
| ---- | --- |
| 1978 | Eerste solo tentoonstelling met wandkleden. Hierna nog meerdere tentoonstellingen met pastels in diverse galerieën                                                           |
| 1981 | Ontwerp van een omslag voor de voorlichtingsbrochure Het Amsterdam – Rijnkanaal op maat voor het ministerie van Verkeer en Waterstaat                                        |
| 1981 | Ontwerp van een omslag voor het boek Toverlantaarn van uitgeverij Nijgh & van Ditmar, geschreven door Clare Lennart                                                          |
| 1983 | Lid van de Haagse Kunstkring. |
| 1983 | Ontwerp van omslagen voor twee boeken van uitgeverij Nijgh & van Ditmar, geschreven door Antoon Coolen: 1. Dorp aan de rivier (36e druk) 2. Kinderen van ons volk (26e druk) |
| 1984 | Boekomslag voor het boek Erfgoed van uitgeverij Nijgh & van Ditmar, geschreven door Antoon Coolen:                                                                           |
| 1994 | Lid van Pulchri Studio Den Haag |

## Exposities (selectie)
- 1990 – Min. WVC Den Haag Met Pastels
- 1993 – Grafiekwinkel Inkt, Den Haag
- 1994 – Solo tentoonstelling met grafisch werk in Pulchri Studio, Den Haag
- 1995 – Galerie Inkt Delft
- 1995 – Galerie Vorm en Beeld, Zutphen
- 1995 – Zuid-Hollandse Grafiekmanifestatie, Grote kerk, Den Haag
- 1996 – Zwolsche Algemene, Nieuwegein
- 1997 – Solo tentoonstelling Met grafisch werk en objecten in Pulchri Studio, Den Haag
- 1997 – Zuid-Hollandse Grafiekmanifestatie, Grote kerk, Den Haag
- 1998 – Tentoonstelling “Groeten uit Den Haag” CBK Emmen
- 1998 – Galerie Inkt, Delft
- 1998 – Haagse Salon Atrium Haagse stadhuis
- 1999 – Zuid-Hollandse Grafiekmanifestatie, Grote kerk, Den Haag
- 1999 – Galerie Inkt, Den Haag
- 2000 – Nuovo Galleria Dell’ Arte Denneweg Den Haag
- 2000 – Tweemans tentoonstelling met grafisch werk in Pulchri Studio, Den Haag
- 2000 - Walking Dinner, Galerie Inkt, Delft
- 2000 – Overzichtstentoonstelling “Nuovo Galleria Dell Arte” Denneweg, Den Haag
- 2001 – Jubileumtentoonstelling Ann’s art Groningen
- 2001 – Tentoonstelling “Maria Lust” Apeldoorn
- 2001 – Zuid -Hollandse Grafiekmanifestatie, Grote kerk, Den Haag
- 2002 – Tentoonstelling Grafiekwinkel Inkt, Den Haag[2]
- 2003 – Tentoonstelling met schilderijen en grafisch werk in Pulchri Studio, Den Haag

Haar werk bevindt zich in veel artotheken, over heel Nederland verspreid.

## Fotogalerij

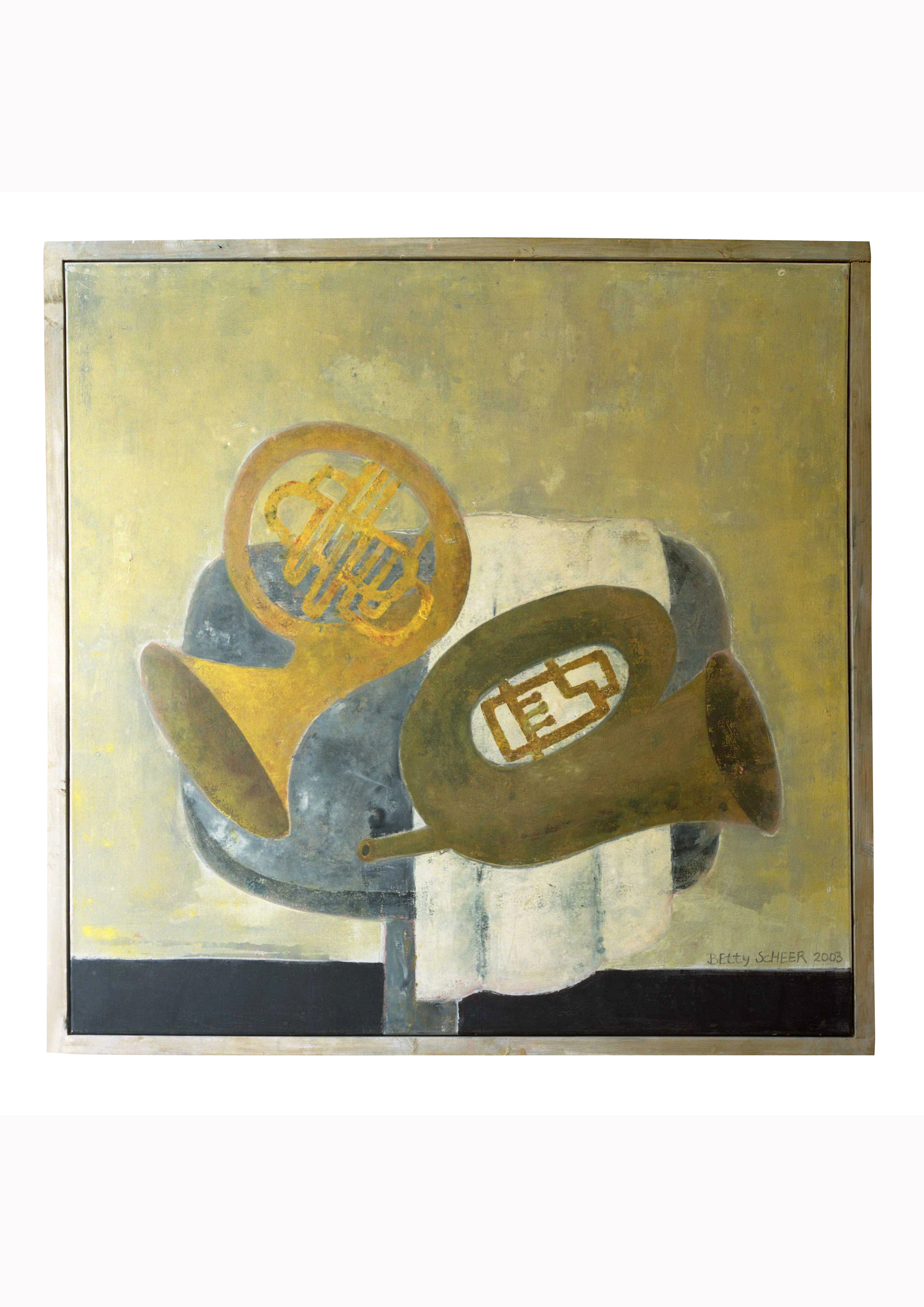
Muziekinstrumenten
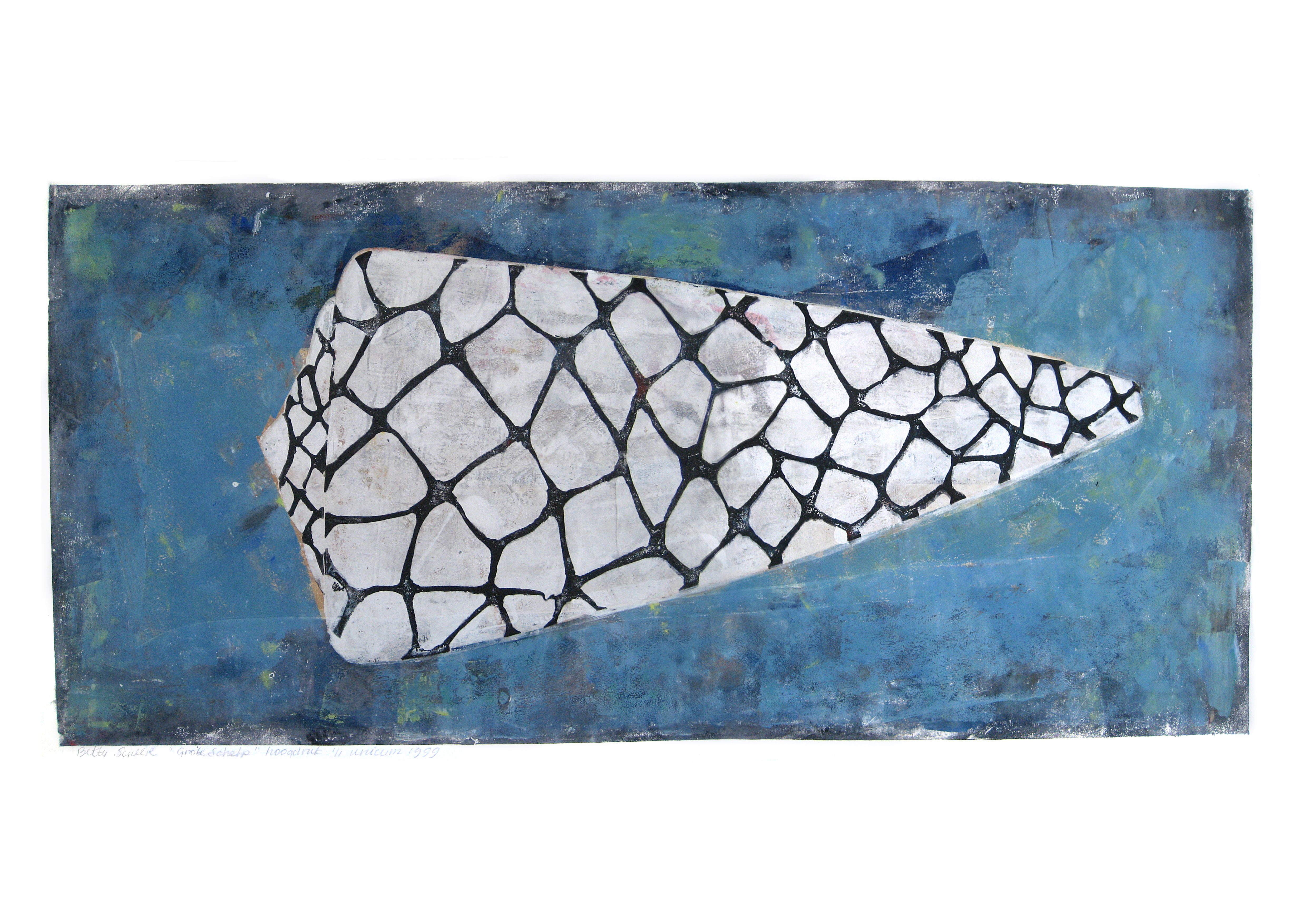
Grote schelp
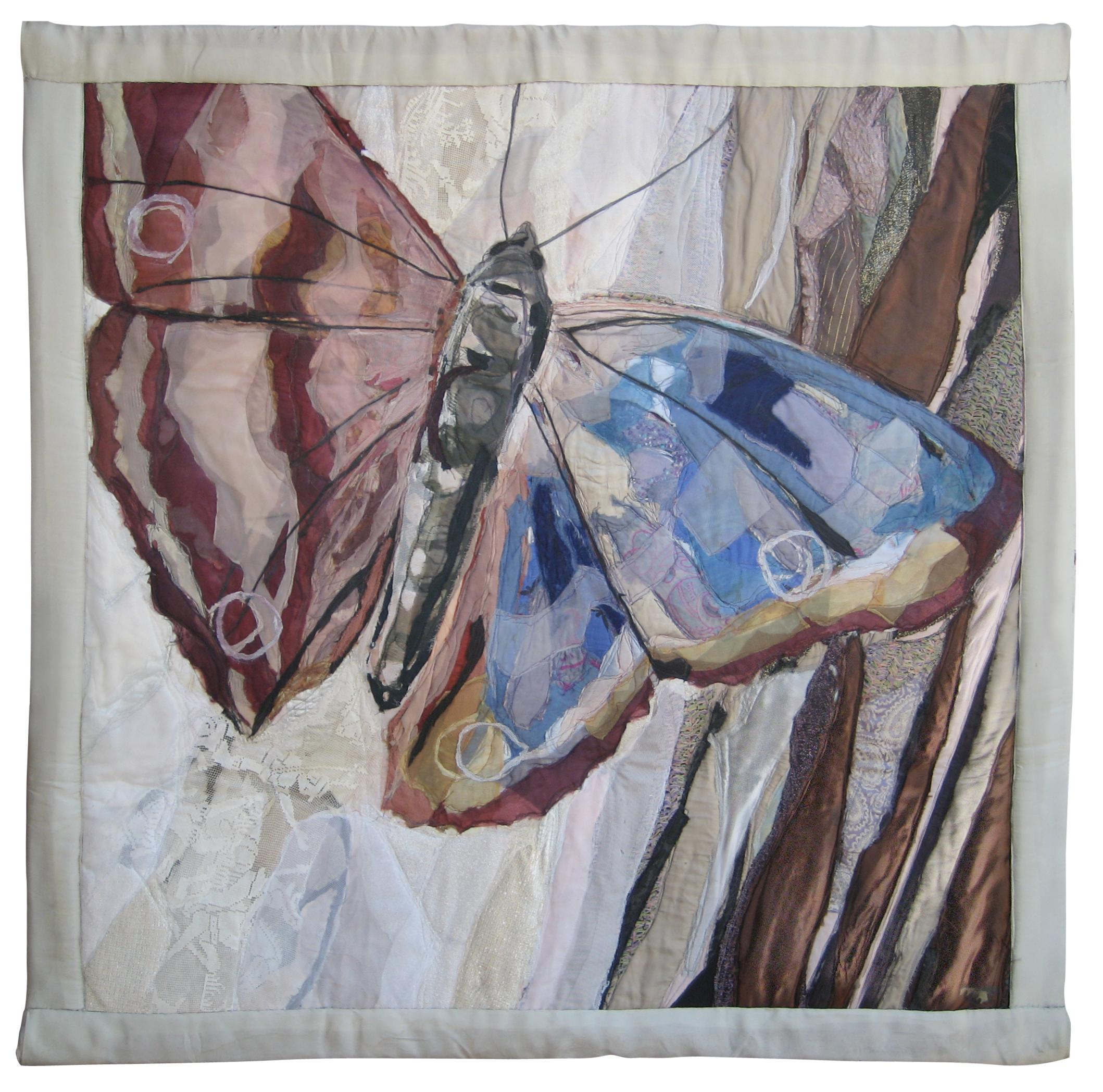
Wandkleed Vlinder

## Werken aangekocht
Werken aangekocht door o.a.
- Rijksuniversiteit Groningen
- Ambassade van Dhaka (Bangladesh)
- Ambassade van Manilla (Filipijnen)
- Ambassade van Brasilia (Brazilië)
- Ambassade van Washington (USA)

Werken waarvoor zij model heeft gestaan zijn o.a.
- Zuiderpark Den Haag Meisje op bank door Rudi Rooijackers
- Rijksdienst voor het Cultureel Erfgoed Rode portretkop door Rudi Rooijackers
- Gemeentemuseum Den Haag Rode portretkop door Rudi Rooijackers